# Brenta, Lombardiet
Brenta är en ort och kommun i provinsen Varese i regionen Lombardiet i Italien. Kommunen hade 1 671 invånare (2018).